# Amt Mirchau
Das Amt Mirchau war ein preußisches Amt in Westpreußen mit Sitz in Mirchau.

## Geschichte
Mit der Ersten Polnischen Teilung 1772 war Pommerellen zu Preußen gekommen. Für die Verwaltung wurde das Domänenamt Mirchau im Kreis Dirschau gebildet, für die Rechtsprechung das Justizamt Mirchau im Sprengel der Westpreußischen Regierung.
1802 ging die Rechtsprechung auf das neu gebildete Land- und Stadtgericht Mirchau über.

## Umfang
Das Amt Mirchau bestand aus acht verpachteten Vorwerken, acht verpachteten Orten und 42 Orten mit 450 Feuerstellen. Größere Orte waren neben Mirchau noch Strzepc und Sianowo.